# Adásztevel
Adásztevel es un pueblo ubicado en el distrito de Pápa, en el condado de Veszprém, Hungría.

## Superficie
Posee una superficie de 8,370 kilómetros cuadrados.

## Demografía
Hasta 2019 la población era de 759 habitantes, con una densidad de población de 90,68 habitantes por kilómetro cuadrado.